# 乾象曆
《乾象曆》是中国古代曆法，东汉末年劉洪編纂，屬於陰陽曆。《乾象曆》創制日行遲速表格，兼考月行，後受各代曆算家沿用。三国东吴孫權黄武二年正月（223年）施行，直到天紀四年（280年）东吴灭亡。
採十九年七閏法，1太陽年={\displaystyle 365{\frac {145}{589}}}日（≒365.2462日）、1朔望月={\displaystyle 29{\frac {773}{1457}}}日（≒29.53054日），1近点月={\displaystyle 27{\frac {3303}{5969}}}日（≒27.55336日）。

## 文內注釋
1. ↑  s:三國志/卷47 二年春正月，曹真分軍據江陵中州。是月，城江夏山。改四分，用乾象歷。
2. ↑  s:晉書/卷017